# Akaki Chubutia
Akaki Chubutia (gruz. აკაკი ხუბუტია; ur. 17 marca 1986 w Suchumi) – gruziński piłkarz grający na pozycji środkowego obrońcy. Od 2009 jest zawodnikiem klubu Gaz Metan Mediaș.

## Kariera klubowa
Swoją karierę piłkarską Chubutia rozpoczął na Białorusi, w klubie Zwiazda-BDU Mińsk. W 2004 roku zadebiutował w nim w Wyszejszajej Lidze. W tym samym roku przeszedł do litewskiego FBK Kaunas. W 2005 roku został najpierw wypożyczony do FK Nevėžis z Kiejdan, a następnie do FK Šilutė. W 2006 roku grał na wypożyczeniu w FC Vilnius, a na początku 2007 - ponownie w FK Šilutė. W połowie roku wrócił do FBK Kaunas. Wywalczył z nim mistrzostwo Litwy, a w 2008 roku zdobył Puchar Litwy. W 2009 roku grał w FBK na poziomie trzeciej ligi (klub został karnie zdegradowany).
Latem 2009 roku Chubutia przeszedł do rumuńskiego Gaz Metan Mediaș. Zadebiutował w nim 26 września 2009 w wygranym 1:0 domowym meczu z Dinamem Bukareszt.
W 2011 roku Chubutia został wypożyczony do Samsunsporu. W tureckiej lidze swój debiut zanotował 25 września 2011 w meczu z Ordusporem (0:0). W 2012 roku wrócił do Gaz Metan Mediaș.
| Sezon   | Klub              | Kraj     | Rozgrywki        | Mecze | Bramki |
| ------- | ----------------- | -------- | ---------------- | ----- | ------ |
| 2004    | Zwiazda-BDU Mińsk | Białoruś | Wyszejszaja liha | 9     | 0      |
| 2004    | FBK Kaunas        | Litwa    | A lyga           | 0     | 0      |
| 2005    | FK Nevėžis        | Litwa    | A lyga           | 15    | 0      |
| 2005    | FK Šilutė         | Litwa    | A lyga           | 14    | 1      |
| 2006    | FC Vilnius        | Litwa    | A lyga           | 22    | 0      |
| 2007    | FK Šilutė         | Litwa    | A lyga           | 19    | 0      |
| 2007    | FBK Kaunas        | Litwa    | A lyga           | 4     | 1      |
| 2008    | FBK Kaunas        | Litwa    | A lyga           | 11    | 0      |
| 2009    | FBK Kaunas        | Litwa    | LFF II lyga      | 20    | 0      |
| 2009/10 | Gaz Metan Mediaș  | Rumunia  | Liga I           | 22    | 1      |
| 2010/11 | Gaz Metan Mediaș  | Rumunia  | Liga I           | 32    | 1      |
| 2011/12 | Gaz Metan Mediaș  | Rumunia  | Liga I           | 3     | 0      |
| 2011/12 | Samsunspor        | Turcja   | Süper Lig        | 23    | 1      |
| 2012/13 | Gaz Metan Mediaș  | Rumunia  | Liga I           |       |        |

## Kariera reprezentacyjna
W swojej karierze Chubutia grał w reprezentacji Gruzji U-17, U-19 i U-21. Z kolei w dorosłej reprezentacji Gruzji zadebiutował 17 listopada 2010 roku w wygranym 2:1 towarzyskim meczu ze Słowenią, rozegranym w Koperze.